# Rouvres (Sekwana i Marna)
Rouvres – miejscowość i gmina we Francji, w regionie Île-de-France, w departamencie Sekwana i Marna.
Według danych na rok 1990 gminę zamieszkiwało 566 osób, a gęstość zaludnienia wynosiła 137 osób/km² (wśród 1287 gmin regionu Île-de-France Rouvres plasuje się na 776. miejscu pod względem liczby ludności, natomiast pod względem powierzchni na miejscu 744.).